# 93 f.Kr.

## Händelser

### Efter plats

#### Romerska republiken
- Gaius Valerius Flaccus och Marcus Herennius blir konsuler i Rom.

#### Anatolien
- Ariobarzanes I Filoromanos blir med romersk hjälp kung av Kappadokien.
- Arshak I blir kung över kaukasiska Iberien efter att ha avsatt Farnadjom.

#### Kina
- Den kinesiska Handynastins Taishiera tar slut.

## Avlidna
- Farnadjom, kung över kaukasiska Iberien